# Колганов, Вячеслав Васильевич

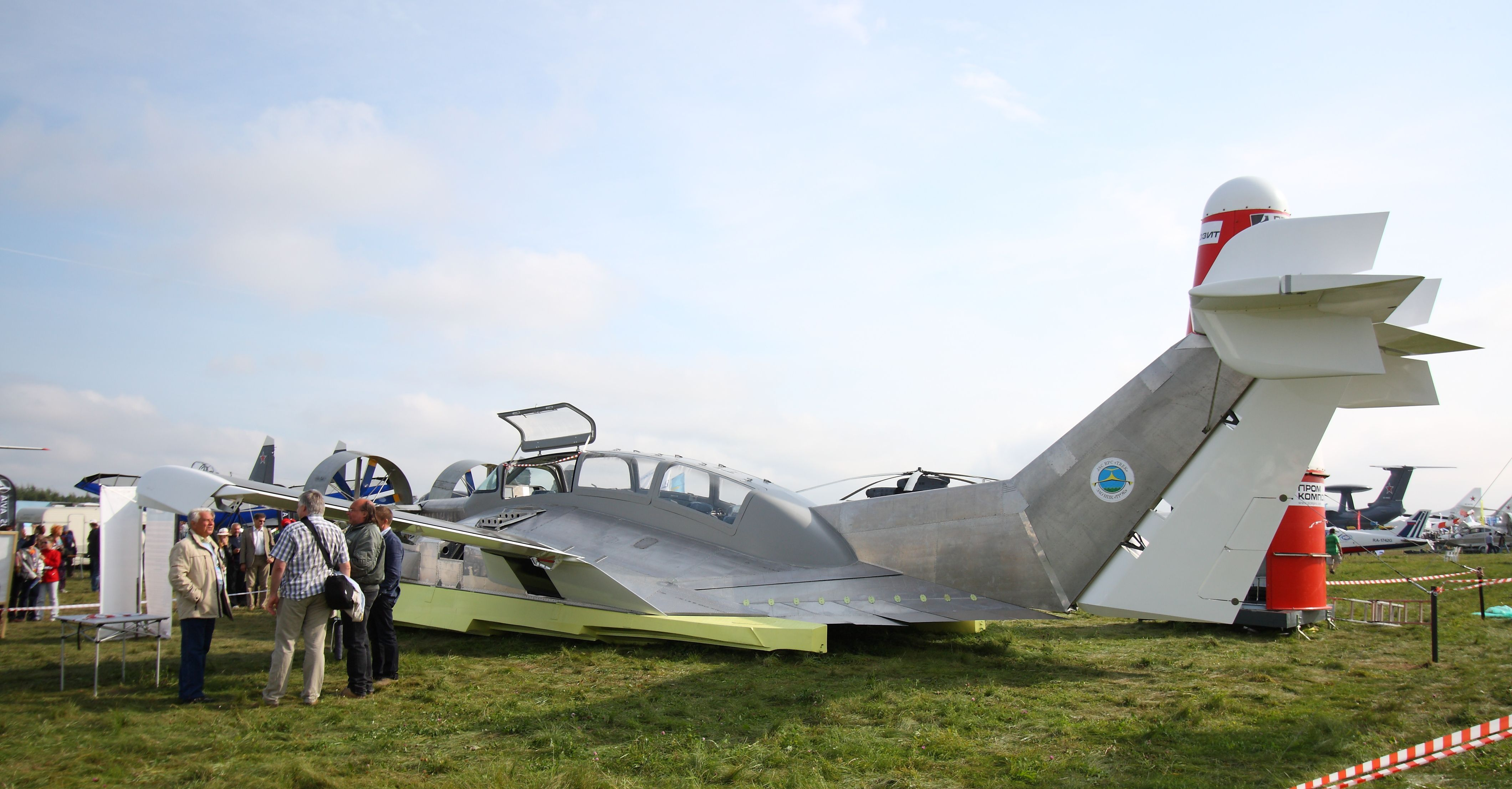

Вячеслав Васильевич Колганов (род. 24 апреля 1941 — 5 мая 2021) — разработчик, патентообладатель и создатель экранолётов и экранопланов Иволга (ЭЛ 2, ЭЛ 7, ЭК 12, ЭК 17). Заслуженный летчик испытатель СССР. Авиаконструктор, ученик великого Роберта Бартини. Академик РАЕН Кандидат технических наук. Мастер спорта СССР. Выпускник МАИ.

## Биография
Родился в семье рабочих в городе Тула. Работал в НПП «ТРЭК».
Экранопланами Колганов начал заниматься в 1960—1970-е годы в Таганроге в Таганрогском авиационном научно-техническом комплексе имени Г. М. Бериева под руководством выдающегося советского авиаконструктора Роберто Бартини. В частности, он участвовал в проектах создания экраноплана-авианосца и экраноплана-платформы для морского старта космических ракет. Своего продолжения оба предприятия не получили. 
В постсоветское время в подмосковном Жуковском Вячеслав Васильевич организовал фирму и создал несколько собственных моделей экранопланов. Для реализации был выбран один из них наиболее удачных, из спроектированных под руководством Колганова экранопланов,  — «Иволга».
Это был многоцелевой экраноплан, рассчитанный на перевозку до 12 пассажиров или до 1200 кг груза. Сконструированный по классической самолетной схеме, экраноплан имел крыло со складывающимися консолями, два винта в передней части, поплавковое шасси и стабилизатор. Для преодоления препятствий «Иволга» могла совершать подлет. Таким образом её относят к экранопланам типа B.